# Liste der Kulturdenkmale im Salzlandkreis

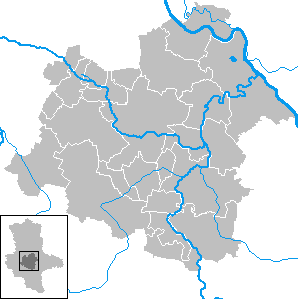
Karte des Salzlandkreis

In der Liste der Kulturdenkmale im Salzlandkreis sind die Kulturdenkmale im Salzlandkreis aufgeführt. Grundlage der Einzellisten sind die in den jeweiligen Listen angegebenen Quellen.
Diese Liste ist eine Teilliste der Liste der Kulturdenkmale in Sachsen-Anhalt.
Die Bodendenkmale sind in der Liste der Bodendenkmale im Salzlandkreis erfasst.

## Aufteilung
Wegen der großen Anzahl von Kulturdenkmalen im Salzlandkreis ist diese Liste in Teillisten nach den Städten und Gemeinden aufgeteilt.
| Gemeinde/ Stadt   | Kulturdenkmalliste                                   | Wappen | Lage | Bild eines Kulturdenkmals |
| ----------------- | ---------------------------------------------------- | ------ | ---- | ------------------------- |
| Alsleben (Saale)  | Liste der Kulturdenkmale in Alsleben (Saale)         |        |      |                           |
| Aschersleben      | Liste der Kulturdenkmale in Aschersleben             |        |      |                           |
| Barby             | Liste der Kulturdenkmale in Barby                    |        |      |                           |
| Bernburg (Saale)  | Liste der Kulturdenkmale in Bernburg (Saale)         |        |      |                           |
| Bördeaue          | Liste der Kulturdenkmale in Bördeaue                 |        |      |                           |
| Börde-Hakel       | Liste der Kulturdenkmale in Börde-Hakel              |        |      |                           |
| Bördeland         | Liste der Kulturdenkmale in Bördeland                |        |      |                           |
| Borne             | Liste der Kulturdenkmale in Borne (bei Staßfurt)     |        |      |                           |
| Calbe (Saale)     | Liste der Kulturdenkmale in Calbe (Saale)            |        |      |                           |
| Egeln             | Liste der Kulturdenkmale in Egeln                    |        |      |                           |
| Giersleben        | Liste der Kulturdenkmale in Giersleben               |        |      |                           |
| Güsten            | Liste der Kulturdenkmale in Güsten                   |        |      |                           |
| Hecklingen        | Liste der Kulturdenkmale in Hecklingen               |        |      |                           |
| Ilberstedt        | Liste der Kulturdenkmale in Ilberstedt               |        |      |                           |
| Könnern           | Liste der Kulturdenkmale in Könnern                  |        |      |                           |
| Nienburg (Saale)  | Liste der Kulturdenkmale in Nienburg (Saale)         |        |      |                           |
| Plötzkau          | Liste der Kulturdenkmale in Plötzkau                 |        |      |                           |
| Schönebeck (Elbe) | Liste der Kulturdenkmale in Schönebeck (Elbe)        |        |      |                           |
| Seeland           | Liste der Kulturdenkmale in Seeland (Sachsen-Anhalt) |        |      |                           |
| Staßfurt          | Liste der Kulturdenkmale in Staßfurt                 |        |      |                           |
| Wolmirsleben      | Liste der Kulturdenkmale in Wolmirsleben             |        |      |                           |